# 크리 시치노
크리 치키노(Cree Cicchino, 2000년 5월 9일 ~ )는 미국의 배우이다.

## 출연 작품

### 영화
- 슬립오버 (2020)
- Turtles All the Way Down (2024) - 데이지 역

### 텔레비전
- Game Shakers (2015-19) - 베이브 역
- 이글레시아스 선생의 즐거운 교실 (2019-20) - 마리솔 후엔테스 역
- 앤 저스트 라이크 댓: 섹스 앤 더 시티 (2021-현재) - 루이사 토레스 역
- 빅 스카이 (2022) - 에밀리 알린 역